# IPad (quinta generazione)
L'iPad di quinta generazione, anche noto come iPad 5 o iPad 2017, è un tablet prodotto dalla Apple Inc. Presentato il 21 marzo 2017 sul sito ufficiale. Il suo successore è l'iPad 6, presentato il 27 marzo 2018, mentre il suo predecessore fu l’iPad 4, commercializzato ben cinque anni prima.

## Storia
L'iPad di quinta generazione è stato presentato il 21 marzo 2017 sull'Apple Store Online, dopo una manutenzione avvenuta su quest'ultimo.

## Caratteristiche

### Software
L'iPad di quinta generazione viene introdotto con la decima versione del sistema operativo di casa Apple.
iOS 10 porta cambiamenti sostanziali al 3D Touch e alla schermata di blocco. Sono state aggiunte svariate novità su alcune applicazioni: Messaggi supporta nuove emoji e le app di terze parti possono estendere le funzionalità di iMessage; Mappe è stata completamente ridisegnata con una nuova interfaccia e il supporto alle applicazioni di terze parti; l'applicazione Casa ora gestisce gli accessori HomeKit; Foto ora implementa degli algoritmi di ricerca e categorizzazione delle immagini chiamato "Ricordi"; Siri è compatibile con le applicazioni di terze parti: ad esempio, può inviare messaggi tramite WhatsApp, richiedere un passaggio con Uber o eseguire dei pagamenti tramite PayPal.

### Design
Il design del nuovo iPad è molto simile, se non uguale, ai suoi predecessori, come l'iPad Air e l'iPad mini.
Le dimensioni e il peso corrispondono esattamente con quelle dell'iPad Air, ad eccezione della mancanza dello switch, utilizzato per il blocco rotazione dello schermo o per entrare nella modalità silenziosa, al di sopra della pulsantiera per regolare il volume.

### Hardware
L'iPad di quinta generazione monta componenti hardware molto simili a quelli presenti nell'iPad Air 2. Uno dei principali cambiamenti è il processore, l'Apple A9.
I tagli di capacità disponibili erano da 32 e 128 GB.